# غريغوريو فيسنتي
غريغوريو فيسنتي (بالإسبانية: Gregorio Vicente)‏ هو راكب الكنو إسباني، ولد في 22 أبريل 1969 في باراكالدو في إسبانيا.

## وصلات خارجية
- غريغوريو فيسنتي على موقع أوليمبيديا (الإنجليزية)